# 香港對抗氣候變化聯盟
香港對抗氣候變化聯盟（英文：Combat Climate Change Coalition，縮寫：CCCC）為香港首個回應氣候變化問題的組織，由3個發起機構（世界自然基金會、綠色和平及樂施會）於2009年5月25日結盟組成，得到香港12個團體響應支持，故於成立之初即擁有55萬會員及支持者；聯盟旨在結合民間力量，關注並推動政府制訂與氣候變化相關之政策。

## 成立動機
香港在過去數十年的工業發展，為全球帶來大量的溫室氣體排放，使香港人口只佔全球約千分之一，但碳排放量卻高達千分之二，而全球暖化問題日益亦隨之日益嚴重，連年反常的氣候日漸受到香港市民的關注，而政府雖然陸續有部份環保政策登場，如「藍天行動」等，然而實際成效並無法令一些環保組織感到滿意，而且有空談低碳經濟但忽略受苦最重的低下階層之嫌。
而隨著香港氣溫的日漸升高，不少戶外工作者、板間房居民及長者等，均深受其害，其中如救生員自2003年起，因中暑及缺乏酷熱天氣工作指引，而入院的數字便持續攀升，獨居長者於2008年夏天，因頭暈、氣促等原因而按平安鐘的數字，亦比2007年多了一成半，平均每日有一千五百人求助，在醫療健康方面，近年香港蚊蟲情有惡化跡象，相信亦與氣候變遷有關。
到了2009年，適逢國際氣候會議將會於12月在丹麥首都哥本哈根舉行，世界自然基金會、綠色和平及樂施會為了結合各界力量，促使政府正視問題，遂正式於五月結盟，組成香港對抗氣候變化聯盟，並藉此呼籲國際對氣候變化有更多承擔，以求達成公平公正的氣候協議。

## 宗旨
在香港本土方面，聯盟旨在結合香港公民社會的力量，討論並推動香港政府制訂、推行環境變化政策，從而有效地減少溫室氣體排放，以及協助本港受氣候變化影響的，基層市民和弱勢社群適應反常天氣。同時，聯盟亦希望香港政府能在哥本哈根國際氣候會議舉行之前，承諾落實減少溫室氣體排放的措施，使香港的碳排放量減少至1990年以前之水平，並在2010年年底結束前，提交全面應對氣候變化的政策，以涵蓋能源、交通、廢物、醫療、社會服務、房屋、城市規劃、製造業、辦公室設計等範疇，並使香港政府及社會明白，氣候變遷禍害的迫切及嚴重性。
而在國際方面，聯盟除了要求國際氣候會議能夠達成，對弱勢社群公平、公正的協議外，亦要求香港特區政府能夠面向世界，積極協助發展中國家貧困社群應對氣候變化，以展示作為一個國際大都會的承擔。

## 出版物
2009年5月，聯盟為向公眾介紹氣候變化的議題，特別設計了一本名為《氣候A-Z》的小冊子，小冊子以識字卡的形式，將與氣候變化課題有關的詞彙，依照英文字母從A到Z分類排列，書後亦有教導大家，如何在日常生活對抗氣候變化的方法，小冊子可於網上讓公眾下載，亦歡迎團體及學校免費索取。

## 聯盟成員
聯盟由三個發起機構結盟組成，並有十二個支持機構加盟，會員及支持者人數達55萬人。
三個發起機構中，世界自然基金會為國際性保育組織，主要工作為保育及氣候變遷等，並於香港的米埔自然保護區、海下灣等地負責管理及保育工作；綠色和平為國際性民間環保組織，多年來均不接受政府、財團及政治團體之捐助，以保持其獨立性；樂施會則為關注貧窮問題之人道救援機構，並於2008年開展「為貧窮人對抗氣候變化計劃」，將其工作與對抗氣候變化結合，以紓減氣候變化對貧窮人的影響。
下列為聯盟成員名單：

### 發起機構
- 世界自然基金會
- 綠色和平
- 樂施會

### 支持機構
- 天主教綠識傳人
- 長者安居協會
- 突破機構
- 香港小童群益會
- 香港中華基督教青年會
- 香港社工總工會
- 香港哮喘會
- 香港婦女中心協會
- 香港教會更新運動
- 香港職工會聯盟
- 圓桌研究及教育協會
- 聖雅各福群會 社區經濟互助計劃
- 環保生態協會

（截至2009年5月25日為止）

## 外部連結
- 官方網頁